# Jack Gibbons
Jack Gibbons (né le 2 mars 1962) est un compositeur classique et pianiste virtuose anglais.

## Biographie
Gibbons est né en Angleterre, d'un père scientifique et d'une mère artiste. Il commence ses études de piano à Stockton-on-Tees, et les poursuit à Oxford. Il se produit pour la première fois en public à l'âge de dix ans et fait ses débuts à Londres en 1979, à dix-sept ans, dans un concert entièrement consacré à Charles-Valentin Alkan, notamment avec le Concerto pour piano seul et l'Ouverture de l'op. 39. À vingt ans, il remporte le premier prix du concours de piano de Newport, avec une interprétation du  Concerto pour piano n° 4 de Beethoven, donné avec l'Orchestre symphonique BBC du Pays de Galles. En 1984, il fait ses débuts au Queen Elizabeth Hall, en interprétant les Variations Goldberg de Bach, la Sonate « marche Funèbre » de Chopin et Gaspard de la nuit de Ravel ; après le récital, Le Times écrivait que Gibbons « pourrait être la réponse britannique à Ivo Pogorelić »,. Depuis lors, Gibbons joue dans de nombreux lieux prestigieux et festivals à travers le monde, en récital et en soliste.
Pendant seize ans, de 1990 à 2005, Gibbons donne des concerts annuels entièrement consacrés à Gershwin au Queen Elizabeth Hall ; sauf en 2001, en raison d'un accident de voiture quasi-fatal. Ces concerts présentent les reconstructions et transcriptions note-pour-note, des enregistrements originaux d'improvisations et de concerts d'œuvres de George Gershwin. Au cours des seize années de concerts, Gibbons a donné la première mondiale d'au moins 48 œuvres originales reconstituées de Gershwin. Depuis 1994, il a donné des concerts semblables tout Gershwin à New York au Merkin Hall, Alice Tully Hall et Carnegie Hall.
En 1992, Gibbons fait ses débuts au disque sur le label Hyperion, avec The Rio Grande de Constant Lambert, nommé pour un Gramophone Award et accordé un Penguin Guide 3 étoiles de la rosette. Entre 1992 et 1997, Gibbons enregistre quatre disques intitulés, « George Gershwin authentique », qui ont remporté un Music Retailers Award et publié par le label britannique ASV. Ces enregistrements ont été décrites par Classics CD comme « un témoignage unique du génie de Gershwin ».
En janvier 1995, à Oxford, Gibbons interprète pour la première fois les Douze Études dans les tons mineurs, op. 39  de Charles-Valentin Alkan en un seul concert (répété l'année suivante, au Queen Elizabeth Hall de Londres). Gibbons grave l'œuvre (son premier enregistrement numérique) pour le label l'ASV, le même mois. Michael Stewart dans le magazine Gramophone décrit l'interprétation comme « parmi les plus extraordinaires exploits du pianisme que j'ai entendu au disque ». Toujours en 1995, le 27 août, Gibbons fait ses débuts aux concerts des BBC Proms, au Royal Albert Hall, avec la Rhapsody in Blue de Gershwin, la BBC décrivant Gibbons comme « le pianiste Gershwin de notre temps ». En 1997, Gibbons écrit et présente un documentaire de la BBC sur George Gershwin, en prévision du centenaire de la naissance du musicien, avec l'acteur Ben Kingsley pour la voix de George Gershwin.
En mars 2001, Gibbons subit un accident de voiture mettant sa vie en danger. Cet accident de Gibbons et la récupération a été l'objet de beaucoup d'attention des médias, presse écrite, radio et télévision britannique, avec des articles notamment dans le Sunday Times, le magazine Gramophone, la BBC, etc. Michael Church, dans le Daily Express décrit un retour ultérieur à la scène de Gibbons comme « miraculeux » et « courageux ». À la suite de son grave accident de voiture, Gibbons donne plus d'attention à la composition dans sa carrière. Après succès d'enfance en tant que compositeur, Gibbons avait abandonné sa composition depuis vingt-cinq ans, en faveur de l'interprétation vivante. La musique de Gibbons est depuis exécutée au Carnegie Hall de New York, au Queen Elizabeth Hall à Londres et enregistrée par la BBC,. À ce jour (juillet 2017), le nombre des compositions de Gibbons dépassent les 70, dont 40 œuvres chorales ou vocales (surtout pour la voix de soprano), 30 œuvres pour piano seul et deux œuvres pour orchestre à cordes.
La carrière de concertiste de Gibbons se poursuit parallèlement à la pratique de la composition. En mars 2007, Gibbons donne la première interprétation au Carnegie Hall, du Concerto pour piano seul d'Alkan, lors de la célébration du 150e anniversaire de la publication à Paris, en 1857. Gibbons continue à se produire à Oxford, où il présente et joue au festival de piano, chaque année sans interruption depuis 1988.
Depuis 2010, Gibbons est artiste en résidence au Davis & Elkins College d'Elkins en Virginie.

## Œuvres
Liste des compositions de Jack Gibbons.

### Orchestre
- Lament pour cordes, op. 41
- Sérénade pour cordes, op. 71

### Chorale
- Ave verum corpus, op. 89
- Ave verum corpus, op. 90
- My heart is like a singing bird [Mon cœur est comme un chant d'oiseau], op. 91
- Christmas Bells, op. 92
- The Lamb Child, op. 95
- Tomorrow Shall Be My Dancing Day, op. 100
- The Virgin's Cradle Hymn, op. 101

### Mélodies
- Sonnet : Souviens toi de moi (paroles de Christina Rossetti), op. 12
- Fantôme de plaisir (paroles de William Wordsworth), op. 13
- When We Two Parted (paroles de Lord Byron), op. 14
- I'll Not Weep [Je ne vais pas pleurer] (paroles de Emily Brontë), op. 15
- Beloved Again (paroles de Emily Brontë), op. 16
- Music, when soft voices die (paroles de Percy Bysshe Shelley), op. 17
- Écho (paroles de Christina Rossetti), op. 18
- Sleep Not (paroles de Emily Brontë), op. 19
- Pourquoi ? (paroles de Christina Rossetti), op. 20
- Épitaphe pour un enfant (paroles de Robert Herrick), op. 21
- Le Jardin d'Amour (paroles de William Blake), op. 22
- In The Lane (paroles de Christina Rossetti), op. 23
- Weep you no more (paroles de John Dowland), op. 24
- The Linnet (paroles de Walter de la Mare), op. 25
- Roses for the flush of youth (paroles de Christina Rossetti), op. 26
- The Bourne (paroles de Christina Rossetti), op. 27
- Parmi les fleurs (paroles de Christina Rossetti), op. 28
- Love me, I Love You (paroles de Christina Rossetti), op. 29
- If I Could Shut the Gate (texte anonyme), op. 31
- Oh Ce qui Vient de la Mer (paroles de Christina Rossetti), op. 32
- Mariana (paroles de Christina Rossetti), op. 33
- Shall Earth No More Inspire Thee (paroles de Emily Brontë), op. 34
- When I am Dead My Dearest (paroles de Christina Rossetti), op. 36
- Echo's Song (paroles de Ben Jonson), op. 40
- Once (paroles de Christina Rossetti), op. 43
- Perhaps [Peut-être] (à R. A. L.) (paroles de Vera Brittain), op. 47
- A Life Beyond (paroles de Jack Gibbons), op. 52
- The Sun Is Set (paroles de Jack Gibbons), op. 57
- Sapessi pure! (paroles de Christina Rossetti), op. 58
- Sing A Song of Spring (paroles de Jack Gibbons), op. 60
- May (paroles de Christina Rossetti), op. 61
- A Red, Red Rose (paroles de Robert Burns), op. 62
- I Love My Jean (paroles de Robert Burns), op. 63
- Berceuse (paroles de John Philip), op. 64
- A Love Alive (paroles de Jack Gibbons), op. 65
- Life (paroles de Charlotte Brontë), op. 67
- The Parting Day (paroles de Edith Wharton), op. 68
- The One Grief (paroles de Edith Wharton), op. 69
- How Sweet I Roam'd from Field to Field (paroles de William Blake), op. 72
- Longing (paroles de Matthew Arnold, op. 73
- The Aspen (les mots en A. E. Housman), op. 74
- Roses (paroles d'Edna St Vincent Millay), op. 75
- Lullaby of an Infant Chief (paroles par Sir Walter Scott), op. 76

### Piano
- Siciliano, op. 30
- Prelude en la-bémol majeur, op. 37
- Tarantella, op. 38
- Valse en mi majeur, op. 39
- Prière, op. 44
- Song Without Words, op. 45
- Contredanse, op. 46
- Song from the Old World, op. 48
- Valse en sol majeur, op. 49
- Music Box, op. 50
- Lullaby (in memoriam), op. 51
- Valse en fa mineur, op. 53
- Sarabande, op. 54
- Valse en mi-bémol mineur, op. 55
- Prelude en mi majeur, op. 56
- Shanty, op. 59
- A New World Song, op. 66
- Valse pour une boite à musique, op. 77
- Valse en fa majeur, op. 78
- Nocturne en fa-dièse majeur, op. 79
- Melodie en fa-dièse majeur, op. 80
- Minuetto malinconico, op. 81
- 7 Esquisses, op. 82
- Andantino, op. 83
- Preludio, op. 84
- Menuetto antico, op. 85
- Nocturne en ré-bémol majeur, op. 86
- Menuetto semplice, op. 87
- Consolation, op. 88
- Nocturne en si-bémol mineur, op. 93
- Romance, op. 96
- Impromptu en ut majeur, op. 98
- Folk song, op. 99

### Musique de chambre
- Siciliano pour flûte et piano, op. 70
- Siciliano a quattro mani op. 70a
- Siciliano pour flûte, violoncelle et piano, op. 70b
- Song Prelude, pour piano quatre mains, op. 94

### Écrits
Jack Gibbons est l'auteur d'un article sur Gershwin disponibles en ligne : « Gershwin at the Keyboard ».